# Cyd Charisse
Cyd Charisse (rodným jménem Tula Ellice Finklea; 8. března 1922 Amarillo – 17. června 2008 Los Angeles) byla americká filmová a televizní herečka a tanečnice.

## Život
Narodila se v texaském Amarillu a tanci se věnovala již od dětství, poté, co jí byl doporučen jako terapie pro dýchací potíže. Tancovat ji učily ruské baletky Maria Istomina a Felia Sidorovova. Už ve třinácti letech byla členkou Ballets Russe (vystupovala pod pseudonymy Natacha Tulaelis, Maria Istomina a Celia Sidorova). Později studovala v Los Angeles balet. Jako tanečnice vystupovala také v Evropě. Počátkem čtyřicátých let se začala věnovat také herectví. Proslavila se ve filmovém muzikálu Zpívání v dešti z roku 1952, po boku Gene Kellyho. I její další filmy byly především muzikály (Hedvábné punčochy aj.) V letech 1939 až 1947 byl jejím manželem tanečník Nico Charisse, s nímž měla syna Nickyho (* 1942). V roce 1948 se provdala za zpěváka a herce Tonyho Martina, který jejím manželem zůstal až do její smrti. Měli spolu syna Tonyho (1950–2011). V roce 2006 obdržela od prezidenta George W. Bushe státní vyznamenání National Medal of the Arts and Humanities za celoživotní přínos v oblasti tance. Zemřela na infarkt ve věku 86 let.